# Mixotricha paradoxa
A Mixotricha paradoxa az ausztráliai Mastotermes darwiniensis termeszfaj beleiben élő protozoa.
Mint kiderült, legalább öt különböző organizmus alkotja: három baktérium ektoszimbionta és legalább két endoszimbionta. A külső szimbionták a mozgásáért, a belsők a cellulóz feldolgozásáért és acetátokká alakításáért felelősek.
A Mixotricha ugyanakkor elvesztette a mitokondriumát, de megmaradtak a szervecskék és a gének belőlük.

## Felfedezés
A Mixotricha a nevét a felfedezőjétől kapta 1933.-ban. J. L. Sutherland ausztrál biológus szerint ugyanis ez egy "szokatlan lény kevert szőrzettel", mivel a mikroszkópban úgy tűnt, hogy csillói és ostorai is vannak. Ez a protiszták között teljesen szokatlan, hiszen ezelőtt minden esetben csak az egyiket találták meg mindegyik fajnál.

## Viselkedés
A Mixotricha egy termeszek beleiben élő protozoa. Nevezetessége, hogy több baktériummal él szimbiózisban, miközben ő maga is szimbiózisban él a Mastotermes darwiniensis fajjal. Ennek során a termesznek a cellulóz lebontásban van segítségére. A mérete nagyjából 5 mm, benne és a felületén pedig ezernyi kisebb lény él vele szimbiózisban.
A Trichomonad fajok egy speciális osztódással szaporodnak, ennek során nagyszámú trofozoa jön létre. Spórák sosem jönnek létre, így a szimbionták átadása csak közvetlen érintkezéssel jön létre.

## Felépítés
A Trichomonadida fajok csúcsvégi részén 4-6 ostor található. Ezek közül egy aktív, ennek révén egy felületi hullámot vezet tovább. A Mixotrichának négy gyenge ostora van, amik a jószág irányításában játszanak szerepet. Három közülük előre, egy pedig hátrafelé mutat.
Az alapi testek baktériumok, bár nem spirochaeták, hanem ovális, pirulára hasonlítóak. A konzol, a spirochaeta és az alapi test között szoros kapcsolat van. Minden konzolon egy spirochaeta fúródik át, aminek talpazatát egy-egy alapi baktérium alkotja. Nincsen határozottan kimutatva, de valószínűleg az alapi test is részt vesz a cellulóz lebontásában.

## Endoszimbionták és a tápanyag feldolgozása
Legalább egy endoszimbionta a teremtményen belül a termesz által elfogyasztott faanyagból származó cellulózt és lignint bontja le. A cellulóz lebontásakor először szőlőcukor, majd abból ecetsav keletkezik. A lignin esetén közvetlenül ecetsav jön létre. Az esectsav valószínűleg a termesz bélfalán átdiffundál, hogy később megemésztessen.
A Mixotricha kölcsönösen előnyös kapcsolatot hozott létre a termeszben élő baktériumokkal. Összesen négy bakteriális szimbionta ismert. A Mixotrichából hiányzó mitokondrium helyett egy gömbszerű baktériumot találunk, ugyanakkor a belőle származó szervecskék és nukleáris gének még megvannak. Ezek közé tartoznak a hidrogént termelő hidrogenoszómák és mitoszómák.

## Ektoszimbionták és mozgás
A felszínén három baktérium alkot telepeket.
A csillók és szőrök valójában két egyedi baktériumfaj. A szőrök egy ősi baktériumcsoport egyedei, ezeket régen Archeozoa néven foglalták össze, de ez az elnevezés mára elavult. Négy csillójuk van, ezek az állatka kormányrúdjaként szolgálnak.
A Mixotrichának ugyan van négy ostora elöl, ezeket azonban nem mozgatásra, hanem irányításra használja. A haladását mintegy negyedmillió spirochaeta baktérium biztosítja, ezek a vizsgálatok szerint a treponemák közé tartoznak. Ezek a csavarodott baktériumok a sejt felszínéhez vannak rögzítve, és csillószerű mozgatásukkal hajtják meg a sejtet.
A csillóhullámok hullámhossza 0,1 mm, ami arra utal, hogy van valamiféle kapcsolat közöttük, ami harmonizálja a mozgásukat.
A sejt felszínén ezen túl rendezett mintázatban vannak pálcikaszerű baktériumok is.
Minden egyes spirochaetának van egy-egy konzolnak nevezett rögzítési pontja. Maguk a baktériumok folyamatosan mozognak előre vagy hátrafelé, de rögzülés után már mindannyian ugyanabban az irányban.
A spermasejtek farkának hasonló eredete lehet. Az sem kizárható, hogy a csillók (undulipodia) mindannyian bakteriális eredetűek.

## Genom
A teremtménynek összesen öt genomja van, mivel igen közeli szimbiotikus kapcsolatban van négy baktériumfajjal, ezzel kiváló példát szolgáltat az endoszimbiózisra és a beágyazódásra. A felszínén két spirochaeta és egy pálcika alakú, valamint egy belső, emésztést segítő baktérium található, valamint a teremtmény saját sejtmagja együtt adja ezt az ötöt.

## Fordítás
- Ez a szócikk részben vagy egészben  a   Mixotricha paradoxa című angol Wikipédia-szócikk ezen változatának fordításán alapul.  Az eredeti cikk szerkesztőit annak laptörténete sorolja fel. Ez a jelzés csupán a megfogalmazás eredetét és a szerzői jogokat jelzi, nem szolgál a cikkben szereplő információk forrásmegjelöléseként.